# フラ・マウロ
フラ・マウロ（Fra Mauro、1385年頃 - 1460年頃）は、地図製作者であったカマルドリ会の修道士である（Fra は「兄弟」を意味する修道士の称号）。1459年に完成した名高い旧世界の地図（マッパ・ムンディ）、いわゆる「フラ・マウロの世界図」の製作者である。
ヴェネツィアで生まれ、同地で没した。
月のフラ・マウロクレーター、フラ・マウロ高地とフラ・マウロ基地は彼を称えて命名された。